# Puchar Sześciu Narodów 2024
Puchar Sześciu Narodów 2024 (2024 Six Nations Championship, a także od nazwy sponsora turnieju, Guinness – 2024 Guinness 6 Nations) – dwudziesta piąta edycja Pucharu Sześciu Narodów, corocznego turnieju w rugby union rozgrywanego pomiędzy sześcioma najlepszymi europejskimi zespołami narodowymi. Turniej odbył się pomiędzy 2 lutego a 16 marca 2024 roku, a tytuł sprzed roku obroniła reprezentacja Irlandii.
Wliczając turnieje w poprzedniej formie, od czasów Home Nations Championship i Pucharu Pięciu Narodów, była to 130. edycja tych zawodów. W turnieju wzięły udział reprezentacje narodowe Anglii, Francji, Irlandii, Szkocji, Walii i Włoch.
Rozkład gier opublikowano pod koniec lutego 2022 roku, a wszystkie trzy domowe mecze Francuzów ze względu na przystosowywanie Stade de France do zbliżających się LIO 2024 musiały zostać zaplanowane w innych lokalizacjach. Fédération Française de Rugby rozważał ponadpięćdziesięciotysięczne kandydatury z listy największych stadionów: Stade Vélodrome, Parc OL i Stade Pierre-Mauroy, mniejsze bowiem – jak Stade Geoffroy-Guichard, Stade de Bordeaux, Stade de la Beaujoire, Stade de Nice czy Stadium de Toulouse – nie zaspokoiłyby zapotrzebowania na bilety ze strony fanów, ostatecznie decydując się na pierwsze trzy wymienione. Sędziowie spotkań zostali wyznaczeni na początku grudnia 2023 roku, z późniejszymi zmianami w trzech meczach w udziałem Włoch z uwagi na niezaleczone kontuzje Jaco Peypera i Pierre'a Brousseta.
Zwycięzca meczu zyskiwał cztery punkty, za remis przysługiwały dwa punkty, porażka nie była punktowana, a zdobycie przynajmniej czterech przyłożeń lub przegrana nie więcej niż siedmioma punktami premiowana była natomiast punktem bonusowym. Dodatkowo zdobywca Wielkiego Szlema otrzymałby trzy dodatkowe punkty, by uniknąć sytuacji, że nie wygrałby całych zawodów pomimo pokonania wszystkich rywali.
Najwięcej punktów w turnieju zdobył ponownie Francuz Thomas Ramos, zaś Dan Sheehan i Duhan van der Merwe zdobyli po pięć przyłożeń będących najlepszym wynikiem tej edycji. Z grona czterech zawodników wytypowanych przez organizatorów za najlepszego został uznany Tommaso Menoncello. Podczas zawodów pięćdziesiąte występy w narodowej reprezentacji zaliczyli Federico Ruzza, Damian Penaud, Elliot Dee i Tadhg Beirne, w setnym testmeczu wystąpił zaś Danny Care.
Sponsorem turnieju szósty rok była marka Guinness.

## Uczestnicy
W turnieju uczestniczyły:
| Zespół   | Stadion                                     | Miasto                                      | Trener          | Kapitan                   |
| -------- | ------------------------------------------- | ------------------------------------------- | --------------- | ------------------------- |
| Anglia   | Twickenham                                  | Londyn                                      | Steve Borthwick | Jamie George              |
| Francja  | Stade Vélodrome Stade Pierre-Mauroy Parc OL | Marsylia Villeneuve-d’Ascq Décines-Charpieu | Fabien Galthié  | Grégory Alldritt          |
| Irlandia | Aviva Stadium                               | Dublin                                      | Andy Farrell    | Peter O’Mahony            |
| Szkocja  | Murrayfield                                 | Edynburg                                    | Gregor Townsend | Rory Darge & Finn Russell |
| Walia    | Millennium Stadium                          | Cardiff                                     | Warren Gatland  | Dafydd Jenkins            |
| Włochy   | Stadio Olimpico                             | Rzym                                        | Gonzalo Quesada | Michele Lamaro            |

## Mecze

### Tydzień 1
| 2 lutego 202421:00 | Francja                                                            | 17:38(10:17) | Irlandia | Stade Vélodrome, Marsylia Sędzia: Karl Dickson |
| 2 lutego 202421:00 | Damian Penaud 5 (P) Paul Gabrillagues 5 (P) Thomas Ramos 7 (2pd K) | 17:38(10:17) | Calvin Nash 5 (P) Dan Sheehan 5 (P) Jack Crowley 13 (5pd K) Jamison Gibson-Park 5 (P) Ronan Kelleher 5 (P) Tadhg Beirne 5 (P) | Stade Vélodrome, Marsylia Sędzia: Karl Dickson |
| 2 lutego 202421:00 | Paul Willemse · Paul Willemse                                      | 17:38(10:17) | Peter O'Mahony | Stade Vélodrome, Marsylia Sędzia: Karl Dickson |

| 3 lutego 202415:15 | Włochy                                                                                     | 24:27(17:14) | Anglia                                                       | Stadio Olimpico, Rzym Sędzia: Paul Williams |
| 3 lutego 202415:15 | Alessandro Garbisi 5 (P) Monty Ioane 5 (P) Paolo Garbisi 2 (pd) Tommaso Allan 12 (P 2pd K) | 24:27(17:14) | Alex Mitchell 5 (P) Elliot Daly 5 (P) George Ford 17 (pd 5K) | Stadio Olimpico, Rzym Sędzia: Paul Williams |
| 3 lutego 202415:15 | Michele Lamaro                                                                             | 24:27(17:14) | Elliot Daly                                                  | Stadio Olimpico, Rzym Sędzia: Paul Williams |

| 3 lutego 202416:45 | Walia                                                                                       | 26:27(0:20) | Szkocja                                                                    | Millennium Stadium, Cardiff Sędzia: Ben O’Keeffe |
| 3 lutego 202416:45 | Aaron Wainwright 5 (P) Alex Mann 5 (P) Ioan Lloyd 6 (3pd) James Botham 5 (P) Rio Dyer 5 (P) | 26:27(0:20) | Duhan van der Merwe 10 (2P) Finn Russell 12 (3pd 2K) Pierre Schoeman 5 (P) | Millennium Stadium, Cardiff Sędzia: Ben O’Keeffe |
| 3 lutego 202416:45 | George Turner · Sione Tuipulotu                                                             | 26:27(0:20) |                                                                            | Millennium Stadium, Cardiff Sędzia: Ben O’Keeffe |

### Tydzień 2
| 10 lutego 202414:15 | Szkocja                                 | 16:20(13:10) | Francja                                                               | Murrayfield Stadium, Edynburg Sędzia: Nic Berry |
| 10 lutego 202414:15 | Ben White 5 (P) Finn Russell 11 (pd 3K) | 16:20(13:10) | Gael Fickou 5 (P) Louis Bielle-Biarrey 5 (P) Thomas Ramos 10 (2pd 2K) | Murrayfield Stadium, Edynburg Sędzia: Nic Berry |
| 10 lutego 202414:15 | Uini Atonio                             | 16:20(13:10) |                                                                       | Murrayfield Stadium, Edynburg Sędzia: Nic Berry |

| 10 lutego 202416:45 | Anglia                                                  | 16:14(5:14) | Walia                                                   | Twickenham Stadium, Londyn Sędzia: James Doleman |
| 10 lutego 202416:45 | Ben Earl 5 (P) Fraser Dingwall 5 (P) George Ford 6 (2K) | 16:14(5:14) | Alex Mann 5 (P) Ioan Lloyd 2 (pd) karne przyłożenie – 7 | Twickenham Stadium, Londyn Sędzia: James Doleman |
| 10 lutego 202416:45 | Ethan Roots · Ollie Chessum                             | 16:14(5:14) | Mason Grady                                             | Twickenham Stadium, Londyn Sędzia: James Doleman |

| 11 lutego 202415:00 | Irlandia | 36:0(19:0) | Włochy | Aviva Stadium, Dublin Sędzia: Luke Pearce |
| 11 lutego 202415:00 | Calvin Nash 5 (P) Dan Sheehan 10 (2P) Harry Byrne 2 (pd) Jack Conan 5 (P) Jack Crowley 9 (P 2pd) James Lowe 5 (P) | 36:0(19:0) |        | Aviva Stadium, Dublin Sędzia: Luke Pearce |
| 11 lutego 202415:00 | Tommaso Menoncello                                                                                                | 36:0(19:0) |        | Aviva Stadium, Dublin Sędzia: Luke Pearce |

### Tydzień 3
| 24 lutego 202414:15 | Irlandia                                                                                           | 31:7(17:0) | Walia                 | Aviva Stadium, Dublin Sędzia: Andrea Piardi |
| 24 lutego 202414:15 | Ciaran Frawley 5 (P) Dan Sheehan 5 (P) Jack Crowley 11 (4pd K) James Lowe 5 (P) Tadhg Beirne 5 (P) | 31:7(17:0) | karne przyłożenie – 7 | Aviva Stadium, Dublin Sędzia: Andrea Piardi |
| 24 lutego 202414:15 | James Ryan · Tadhg Beirne                                                                          | 31:7(17:0) |                       | Aviva Stadium, Dublin Sędzia: Andrea Piardi |

| 24 lutego 202416:45 | Szkocja                                              | 30:21(17:13) | Anglia                                                                    | Murrayfield Stadium, Edynburg Sędzia: Andrew Brace |
| 24 lutego 202416:45 | Duhan van der Merwe 15 (3P) Finn Russell 15 (3pd 3K) | 30:21(17:13) | George Ford 11 (pd dg 2K) George Furbank 5 (P) Immanuel Feyi-Waboso 5 (P) | Murrayfield Stadium, Edynburg Sędzia: Andrew Brace |
| 24 lutego 202416:45 | Duhan van der Merwe                                  | 30:21(17:13) |                                                                           | Murrayfield Stadium, Edynburg Sędzia: Andrew Brace |

| 25 lutego 202416:00 | Francja                                      | 13:13(10:3) | Włochy                                                            | Stade Pierre-Mauroy, Villeneuve-d’Ascq Sędzia: Christophe Ridley |
| 25 lutego 202416:00 | Charles Ollivon 5 (P) Thomas Ramos 8 (pd 2K) | 13:13(10:3) | Ange Capuozzo 5 (P) Martin Page-Relo 3 (K) Paolo Garbisi 5 (pd K) | Stade Pierre-Mauroy, Villeneuve-d’Ascq Sędzia: Christophe Ridley |
| 25 lutego 202416:00 | Jonathan Danty                               | 13:13(10:3) |                                                                   | Stade Pierre-Mauroy, Villeneuve-d’Ascq Sędzia: Christophe Ridley |

### Tydzień 4
| 9 marca 202415:15 | Włochy | 31:29(16:22) | Szkocja                                                                                               | Stadio Olimpico, Rzym Sędzia: Angus Gardner |
| 9 marca 202415:15 | Juan Ignacio Brex 5 (P) Louis Lynagh 5 (P) Martin Page-Relo 3 (K) Paolo Garbisi 13 (2pd 3K) Stephen Varney 5 (P) | 31:29(16:22) | Finn Russell 9 (3pd K) Kyle Steyn 5 (P) Pierre Schoeman 5 (P) Sam Skinner 5 (P) Zander Fagerson 5 (P) | Stadio Olimpico, Rzym Sędzia: Angus Gardner |

| 9 marca 202416:45 | Anglia                                                                                            | 23:22(8:12) | Irlandia                                | Twickenham Stadium, Londyn Sędzia: Nika Amashukeli |
| 9 marca 202416:45 | Ben Earl 5 (P) George Ford 3 (K) George Furbank 5 (P) Marcus Smith 5 (pd dg) Ollie Lawrence 5 (P) | 23:22(8:12) | Jack Crowley 12 (4K) James Lowe 10 (2P) | Twickenham Stadium, Londyn Sędzia: Nika Amashukeli |
| 9 marca 202416:45 | Peter O'Mahony                                                                                    | 23:22(8:12) |                                         | Twickenham Stadium, Londyn Sędzia: Nika Amashukeli |

| 10 marca 202415:00 | Walia                                                                        | 24:45(17:20) | Francja | Millennium Stadium, Cardiff Sędzia: Luke Pearce |
| 10 marca 202415:00 | Joe Roberts 5 (P) Rio Dyer 5 (P) Sam Costelow 9 (3pd K) Tomos Williams 5 (P) | 24:45(17:20) | Gael Fickou 5 (P) Georges-Henri Colombe 5 (P) Maxime Lucu 5 (P) Nolann Le Garrec 5 (P) Romain Taofifenua 5 (P) Thomas Ramos 20 (4pd 4K) | Millennium Stadium, Cardiff Sędzia: Luke Pearce |

### Tydzień 5
| 16 marca 202414:15 | Walia                                                                                         | 21:24(0:11) | Włochy                                                                               | Millennium Stadium, Cardiff Sędzia: Mathieu Raynal |
| 16 marca 202414:15 | Elliot Dee 5 (P) Ioan Lloyd 4 (2pd) Mason Grady 5 (P) Sam Costelow 2 (pd) Will Rowlands 5 (P) | 21:24(0:11) | Lorenzo Pani 5 (P) Martin Page-Relo 3 (K) Monty Ioane 5 (P) Paolo Garbisi 11 (pd 3K) | Millennium Stadium, Cardiff Sędzia: Mathieu Raynal |

| 16 marca 202416:45 | Irlandia                                                     | 17:13(7:6) | Szkocja                                | Aviva Stadium, Dublin Sędzia: Matthew Carley |
| 16 marca 202416:45 | Andrew Porter 5 (P) Dan Sheehan 5 (P) Jack Crowley 7 (2pd K) | 17:13(7:6) | Finn Russell 8 (pd 2K) Huw Jones 5 (P) | Aviva Stadium, Dublin Sędzia: Matthew Carley |
| 16 marca 202416:45 | Harry Byrne                                                  | 17:13(7:6) | Ewan Ashman                            | Aviva Stadium, Dublin Sędzia: Matthew Carley |

| 16 marca 202421:00 | Francja                                                                           | 33:31(16:10) | Anglia                                                                               | Parc OL, Décines-Charpieu Sędzia: Angus Gardner |
| 16 marca 202421:00 | Gael Fickou 5 (P) Leo Barre 5 (P) Nolann Le Garrec 5 (P) Thomas Ramos 18 (3pd 4K) | 33:31(16:10) | George Ford 11 (4pd K) Marcus Smith 5 (P) Ollie Lawrence 10 (2P) Tommy Freeman 5 (P) | Parc OL, Décines-Charpieu Sędzia: Angus Gardner |